# Дезурбанизм
Дезурбанизм (от фр. des — приставка, означающая отрицание и лат. urbanus — городской) — направление в градостроительстве XX в..
Представители дезурбанизма разрабатывали проекты рассредоточения перегруженной инфраструктуры и населения больших городов вдоль транспортных артерий, главным образом автотрасс.

## История
Схожие идеи появились ещё ранее, в социальных и анархистских утопиях начала XIX в (Ш. Фурье, Р. Оуэн, П. А. Кропоткин и др.).
Кроме того, идеология дезурбанизма опиралась на тезис Ф. Энгельса о стирании различий между городом и деревней.
Впервые проявился в проектах архитекторов 1920—1930-х годов, в том числе Б. Таута (Германия), Ф. Л. Райта (США) и др.
Концепции дезурбанизма оказали влияние на некоторых советских архитекторов: М. О. Барщ, М. Я. Гинзбург, проект «Зелёного города» и др.).
После Второй мировой войны 1939-45 идеи дезурбанизма были частично реализованы при проектировании городов-спутников (Уэллингборо, Фарста вблизи Стокгольма, Харлоу, Кроули, Стивенедж и др. вблизи Лондона, Тапиола вблизи Хельсинки и др.).
Наиболее последовательно принципы дезурбанизма были сформулированы Ф. Л. Райтом в книге «Исчезающий город» (1932) и в проекте города (1933), предполагавшем размещение жилых и общественных зданий среди сельскохозяйственных угодий.